# Avon (Montana)
Avon – jednostka osadnicza w Stanach Zjednoczonych, w stanie Montana, w hrabstwie Powell.